# Victoria Ocampová
Victoria Ocampová (narozena jako Ramona Victoria Epifanía Rufina Ocampo, 7. dubna 1890, Buenos Aires, Argentina – 27. ledna 1979, Buenos Aires) byla argentinská spisovatelka a překladatelka, zakladatelka a vydavatelka slavného literárního časopisu Sur.

## Život a dílo

### Rodina, mládí a studentská léta

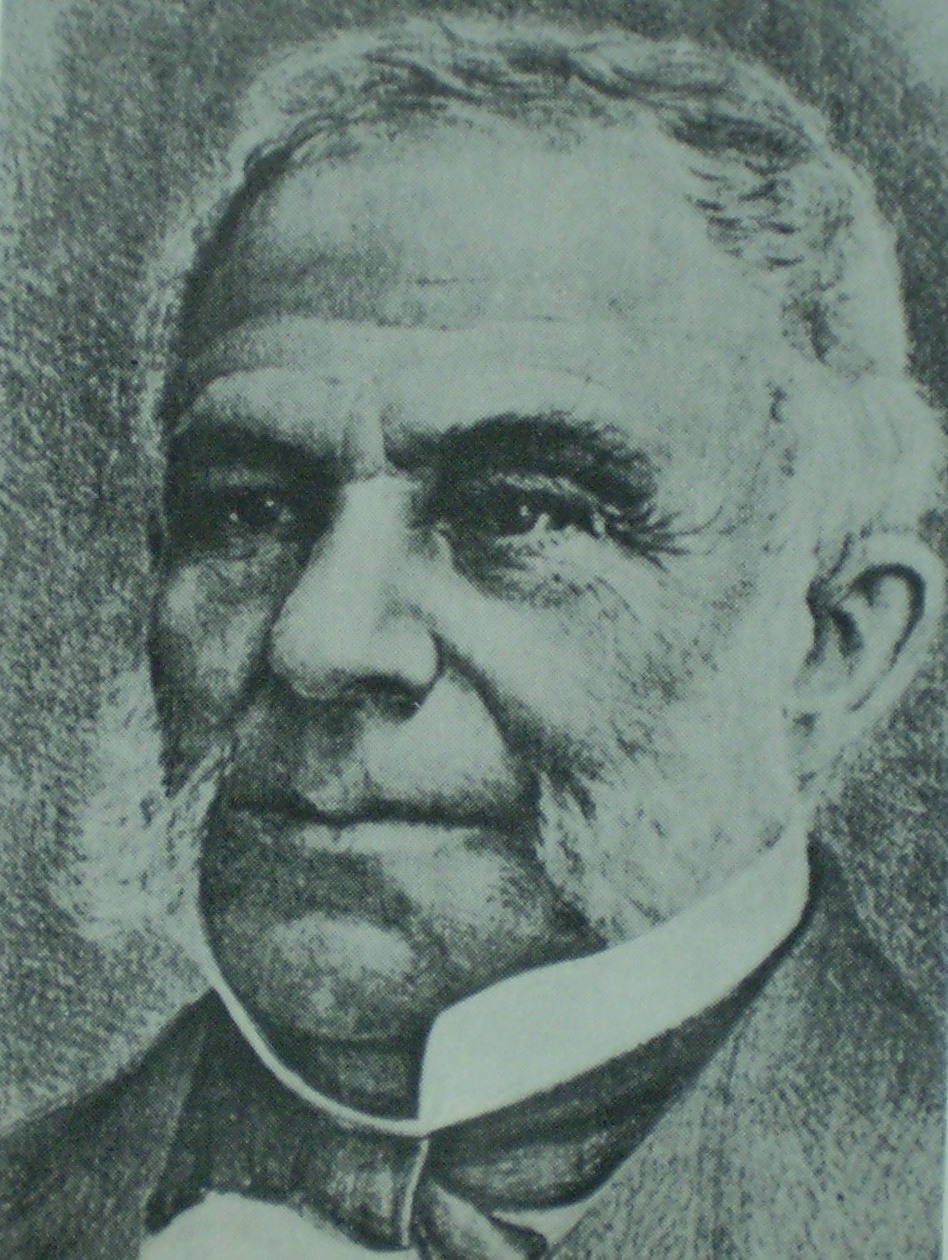
Don Manuel Anselmo Ocampo, dědeček Victorie Ocampo

Narodila se jako nejstarší se šesti sester do zámožné aristokratické rodiny. Otec Manuel Silvino Cecilio Ocampo byl inženýr, stavitel mostů a matka Ramona Maximina Aguirre Herrera pocházela z vážené rodiny z vyšší společenské třídy. Jedna z pěti sester, Clara, zemřela v mládí na dětskou cukrovku. Další sestra Silvina Ocampová se stala též spisovatelkou. V roce 1896 nechal otec vybudovat letní rodinné sídlo, známé jako Villa Ocampo, v San Isidru v provincii Buenos Aires. Ve stejném roce ve věku 6 let, podnikla Victoria s rodiči a dvěma sestrami jednoroční cestu do Evropy, kdy navštívili Paříž a Londýn.
Prvního vzdělání se Victorii dostalo od domácích učitelů a to zejména ve francouzštině, takže tento jazyk ovládala od mládí stejně dobře jako svůj rodný jazyk španělštinu. Byly to především lekce z historie, náboženství, aritmetiky, algebry a přírodních věd. Zároveň se učila hrát na klavír, zpívat a recitovat. Později ještě studovala angličtinu a italštinu. Již od dětských let se u ní projevoval velký zájem o literaturu a mezi její oblíbené autory pařili
Jules Verne, Arthur Conan Doyle, Guy de Maupassant a Edgar Allan Poe.
V roce 1908 odcestovala do Paříže, kde navštěvovala na Sorbonně bez zápisu ke studiu některé přednášky Henriho Bergsona. Potom procestovala ještě Anglii a Skotsko a v roce 1911 se vrátila do Argentiny.

### Osobní život

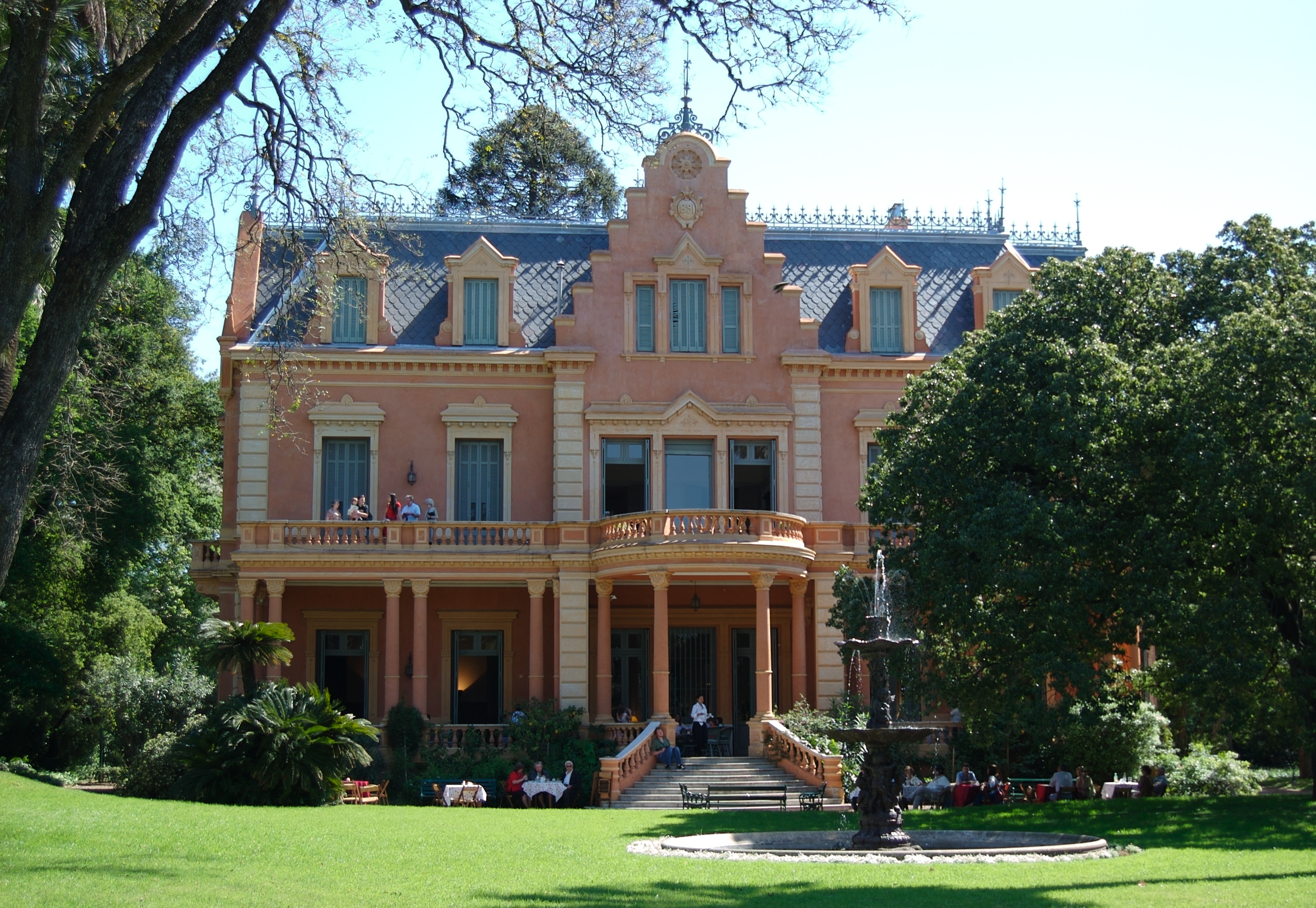
Villa Ocampo v San Isidru

V roce 1912 se provdala za svoji první lásku Luise Bernarda Mónaca de Estradu, syna z aristokratické, přísně katolické rodiny. Již během svatební cesty do Paříže se ale ukázaly první neshody, které předznamenaly krátké trvání manželského soužití. Victoria milovala cestování a společenský život a její manžel pro to neměl mnoho pochopení. Po návratu domů bydleli sice v jednom domě, ale každý v jiném patře a stýkali se jen formálně.
V roce 1920 se odstěhovala ze společného domu a začala žít samostatně. Jejím životním partnerem se stal diplomat Julián Martínez, bratranec jejího muže, se kterým se krátce setkala již během své svatební cesty. Byla to oboustranná láska a vztah trval 13 let. Jak poznamenala později M. E. Vázquezová, autorka její biografie, tento vztah znamenal pro Victorii "tajné, ale opravdové manželství". Žili spolu, ale zároveň si poskytovali navzájem dostatek volnosti pro své zájmy a záliby.
Koncem třicátých let prožila při návštěvě Paříže krátký, intenzivní milostný vztah
se spisovatelem Pierrem Drieu La Rochellem, který později za 2. světové války kolaboroval s Němci. Navštívili spolu Londýn a Berlín; v roce 1931 se rozešli a Victoria se vrátila do Buenos Aires. Zůstali ale přáteli a přesto, že zastávali rozdílné politické názory udržovali dlouholetou korespondenci až do spisovatelovy smrti v roce 1945. V roce 1930 zemřel Victoriin otec, v roce 1933 její dřívější manžel Mónaco de Estrada a v roce 1935 její matka.

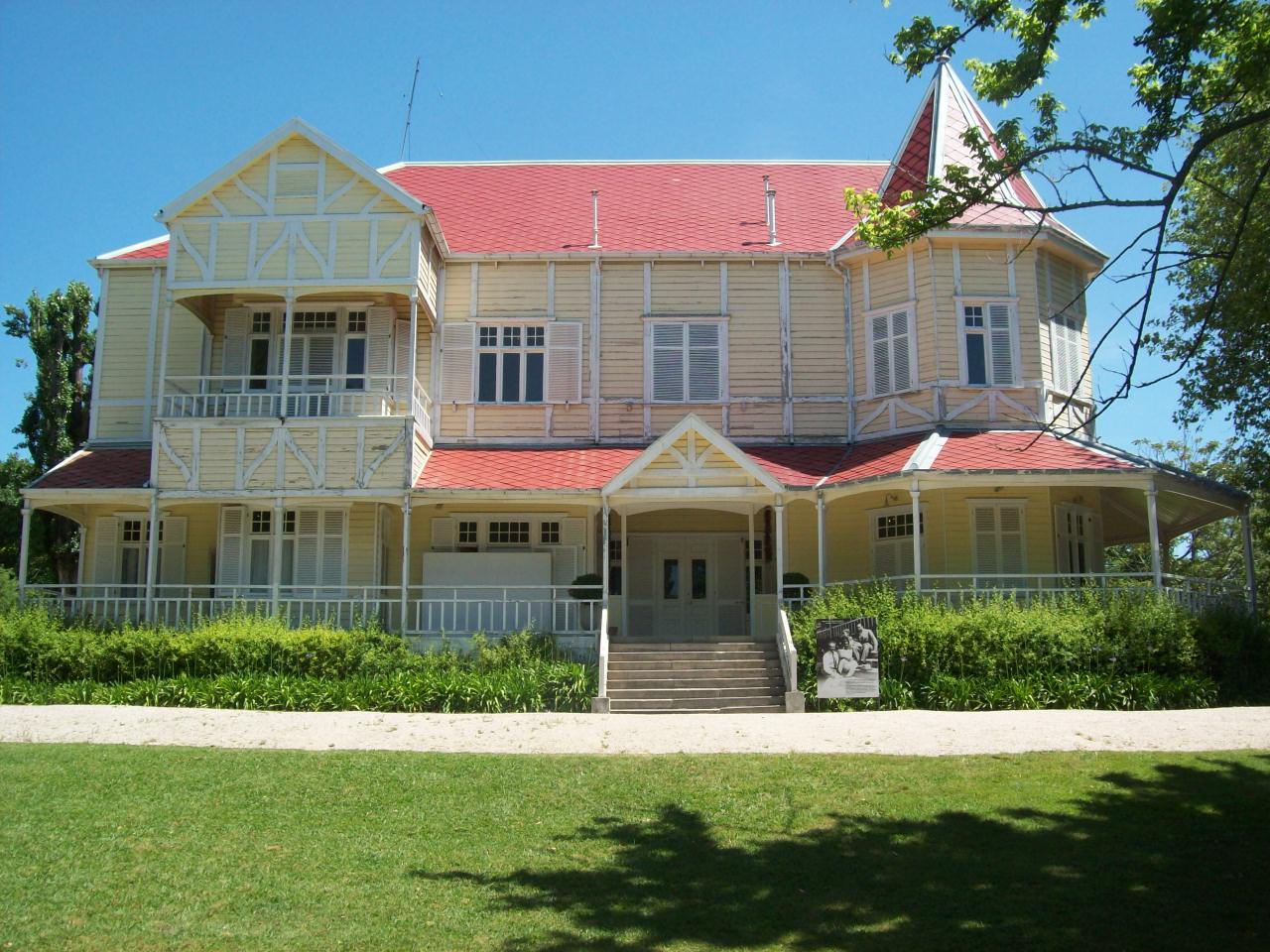
Villa Victoria ve městě Mar del Plata

V roce 1939 emigroval z Francie do Argentiny francouzský spisovatel a literární kritik Roger Caillois. Stal se blízkým přítelem Victorie a také důležitým spolupracovníkem v její vydavatelské a literární činnosti. Zůstal v Argentině po celou dobu války a po jejím skončení se vrátil do Francie.
V Buenos Aires bydlela Victoria v modernistickém domě z roku 1929 zvaném Casa Victoria ve čtvrti Palermo Chico. V roce 1941 se Victoria a její sestra Silvina, provdaná za spisovatele Adolfa Bioy Casarese, přestěhovaly natrvalo do Villy Ocampo v San Isidru. Victoria zde žila 38 let až do své smrti. Jako letní sídlo rodiny a pro ubytování návštěv sloužila Villa Victoria, celodřevěný dům ve viktoriánském stylu v přístavním městě Mar del Plata, který vlastnila rodina Ocampo od roku 1912.

### Společenský život

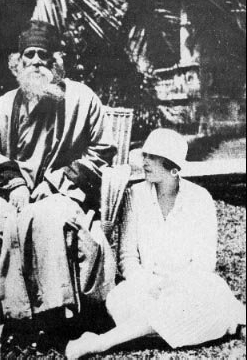
Rabíndranáth Thákur a Victoria Ocampová v roce 1924 na zahradě Villy Ocampo v San Isidru

Při svých častých cestách po světě poznala a spřátelila se s mnoha významnými osobnostmi tehdejšího kulturního i politického života a zvala je na návštěvu do Argentiny. Mezi její nejvzácnější návštěvy patřili hudební skladatel Igor Stravinskij, indický spisovatel, malíř a filozof Rabíndranáth Thákur, indická politička Indira Gándhíová, francouzští spisovatelé André Malraux a Antoine de Saint-Exupéry nebo britský spisovatel Graham Greene.
Seznamovala se s jejich názory, myšlenkami i kulturami zemí, z nichž pocházeli a nechávala se jimi inspirovat. Také ona se stávala pro některé inspirací jejich tvorby. Stala se předlohou hlavní hrdinky románu Xaimaca spisovatele Ricarda Güiraldese, s nímž a jeho ženou Adelinou del Cariilovou se seznámila při jednom ze svých prvních pobytů v Paříži. Igor Stravinskij jí věnoval svůj balet Persefona a spisovatel Graham Greene svůj román The Honorary Consul (1973). Victoria
věnovala Rabíndranáthu Thákurovi, jehož dílo znala v překladu Andrého Gida, svoji esej Tagore en las barrancas de San Isidro (1961). Sama byla nejvíce ovlivněna křesťanským humanismem, učením francouzského katolického filosofa Jacquese Maritaina, se kterým se seznámila při svém pobytu v Paříži.
S dalšími představiteli kulturního života se pak Victoria setkávala, když oni při svých cestách po zemích Latinské Ameriky zavítali do Argentiny. Patřila k nim i známá chilská básnířka Gabriela Mistralová, francouzský spisovatel a básník narozený v Uruguayi Jules Supervielle nebo uznávaná francouzská fotografka německého původu Gisèle Freundová,
K ubytování návštěv sloužilo nejdříve letní rodinné sídlo Villa Ocampo v San Isidru vzdáleném 26 km od Buenos Aires, později Villa Victoria v přístavu Mar del Plata.

### Literární a umělecká činnost
S prvními literárními pokusy začala již v jedenácti letech. V roce 1920 otiskla první literární práci s názvem Babel v novinách La Nación. V roce 1924 publikoval její první esej De Francesca a Beatrice José Ortega y Gasset ve svém časopise Revista de Occidente. Victoria v obou těchto literárních pracích vychází z díla Dante Alighieriho; v eseji De Francesca a Beatrice komentovala jeho Božskou komedii. Předznamenala tak hlavní rys její další literární tvorby, humanismus.
V roce 1925 vystoupila jako recitátorka v dramatickém díle Král David skladatele Arthura Honeggera. Organizovala také konference německého filosofa Hermanna von Keyserlinga v Argentině. V roce 1930 se podílela na uspořádání výstavy plastik Rabíndranátha Thákura ve Francii, Velké Británii, Španělsku, USA a zemích Latinské Ameriky. Při této příležitosti poznala další osobnosti světové kultury, režiséra Sergeje Ejzenštejna a architekta Le Corbusiera.

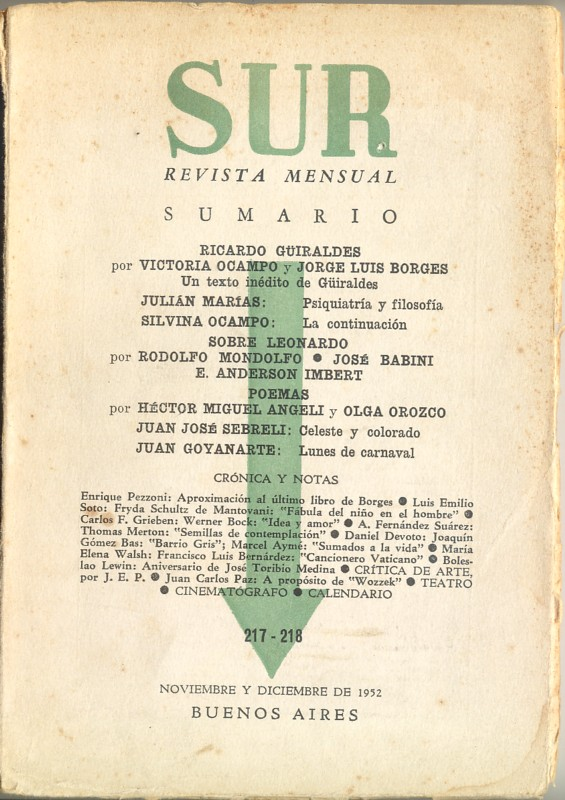
Výtisk časopisu Sur z roku 1952

Myšlenkou založit vlastní literární časopis ji inspiroval José Ortega y Gasset,
španělský esejista a filozof, který ji v tomto záměru také podporoval. Na přímluvu svých dvou přátel, literátů, Waldo Franka a Eduarda Mallea založila v roce 1931 literární časopis Sur. Kromě sekretářek se stali jejími spolupracovníky a redaktory její přátelé z literárních kruhů Guillermo de Torre, Raimundo Lida, Ernesto Sabato, María Luisa Bastosová, Peregrina Pastorinová, Nicolás Barrios Lynch, Enrique Pezzoni, José Bianco nebo Jorge Luis Borges.
V roce 1933 založila stejnojmenné vydavatelství, ve kterém publikovala literární díla, jak již známých domácích i zahraničních autorů, mezi které patřili Walter Gropius, Thomas Mann, Thomas Stearns Eliot, André Malraux, Jules Supervielle, Henry Miller, Octavio Paz, Aldous Huxley, Carl Gustav Jung, Virginia Woolfová, Vladimir Nabokov, Jean-Paul Sartre, Jack Kerouac, Albert Camus nebo Gabriela Mistralová,  tak i méně známých nebo začínajících autorů jakými byli např. Adolfo Bioy Casares, José Bianco, Waldo Frank, Alfonso Reyes Ochoa a další. První knihou, která vyšla byla Cikánská romance Federica Garcíi Lorcy. Ve stejném roce se stala ředitelkou divadla Teatro Colón, kde v roce 1934 vystoupila jako recitátorka v divadelním zpracování opery a baletu Persefona Igora Stravinského. Toto nastudování se pak uvádělo i v Riu de Janeiru v Brazílii.

### Literární dílo

#### Eseje
- De Francesca a Beatrice (předmluva: Ortega y Gasset), Madrid: Revista de Occidente, 1924; Buenos Aires: Sur, 1963.
- La laguna de los nenúfares, Madrid: Revista de Occidente, 1926.
- Domingos en Hyde Park, Buenos Aires: Sur, 1936.
- San Isidro (s básní Silviny Ocampové a 68 fotografiemi Gustava Thorlichena), Buenos Aires: Sur, 1941.
- Le Vert Paradis, Buenos Aires: Lettres Francaises, 1947.
- Lawrence d´Arabia (vydáno francouzsky a anglicky), Paříž: Gallimard, 1947.
- El viajero y una de sus sombras (Keyserling en mis memorias), Buenos Aires: Sudamericana, 1951.
- Lawrence de Arabia y otros ensayos, Madrid: Aguilar, 1951.
- Virginia Woolf en su diario, Buenos Aires: Sur, 1954.
- Habla el algarrobo (Luz y sonido), Buenos Aires: Sur, 1959.
- Tagore en las barrancas de San Isidro, Buenos Aires: Sur, 1961.
- Juan Sebastián Bach, El hombre, Buenos Aires: Sur, 1964.
- La bella y sus enamorados, Buenos Aires: Sur, 1964.
- Diálogo con Borges, Buenos Aires: Sur, 1969.
- Diálogo con Mallea, Buenos Aires: Sur, 1969.

#### Svědectví
- Testimonios, 1. řada, Madrid: Revista de Occidente, 1935.
- Testimonios, 2. řada, Buenos Aires: Sur, 1941.
- Testimonios, 3. řada, Buenos Aires: Sudamericana, 1950.
- Testimonios, 4. řada, Buenos Aires: Sudamericana, 1950.
- Testimonios, 5. řada, Buenos Aires: Sur, 1954.
- Testimonios, 6. řada, Buenos Aires: Sur, 1962.
- Testimonios, 7. řada, Buenos Aires: Sur, 1967.
- Testimonios, 8. řada, Buenos Aires: Sur, 1971.
- Testimonios, 9. řada, Buenos Aires: Sur, 1975.
- Testimonios, 10. řada, Buenos Aires: Sur, 1977.

#### Autobiografie
- Autobiografía I: El archipiélago, Buenos Aires: Sur, 1979.
- Autobiografía II: El imperio insular, Buenos Aires: Sur, 1980.
- Autobiografía III: La rama de Salzburgo, Buenos Aires: Sur, 1981.
- Autobiografía IV: Viraje, Buenos Aires: Sur, 1982.
- Autobiografía V: Figuras simbólicas. Medida de Francia, Buenos Aires: Sur, 1983.
- Autobiografía VI: Sur y Cía, Buenos Aires: Sur, 1984.

#### Korespondence
francouzsky
- Lettres d'un amour défunt : Correspondance 1929 - 1945 (korespondence s Pierrem Drieu La Rochellem), vyd. Bartillat, 2009[3]
- Correspondance Victoria Ocampo - Roger Caillois (dopisy sebrané a vydané Odilou Felginovou ve spolupráci s Laurou Ayerza de Castilhovou), Paříž, Stock, 1997

anglicky
- This Americas of Ours: The Letters of Gabriela Mistral and Victoria Ocampo, Elizabeth Horanová a Doris Meyerová, Austin, University of Texas Press, 2003, ISBN 978-0-292-73455-5

### Politická činnost
Victoria Ocampová se již od mládí zúčastňovala různých protestů intelektuálů, stála u zrodu ženských hnutí v Argentině a později se aktivně zapojovala zejména do manifestací proti fašismu. Během 2. světové války, za nacistické okupace Francie, založila v Buenos Aires časopis Lettres Françaises, který redigoval Roger Caillois a do něhož přispívali i různí francouzští spisovatelé, kteří byli nuceni emigrovat ze své vlasti. Jako předsedkyně Výboru pro získávání finančních prostředků pro Francii, pomáhala známé francouzské fotografce německého původu Gisèle Freundové, která též emigrovala z Francie do Argentiny, organizovat materiální sbírky na pomoc francouzským spisovatelům v jejich okupované vlasti.
Po válce byla jedinou zástupkyní z Argentiny, která se zúčastnila Norimberského procesu v letech 1945 - 1946. V roce 1946 organizovala také přípravy na vytvoření organizace UNESCO v Paříži. V 50. letech tvrdě kritizovala režim prezidenta Juana Dominga Peróna a jeho ženy Evity. Za to byla v roce 1953 zatčena a 26 dnů vězněna v ženské věznici v San Telmo. Byla prohlášena za nepřítelkyni státu a do velkých finančních obtíží se dostalo i její vydavatelství Sur.

### Členství a funkce v organizacích
- Unión de Mujeres Argentinas (Svaz argentinských žen) – předsedkyně (1936, 1938)
- Mezinárodní PEN klub – čestná viceprezidentka (1936)
- Výbor pro získávání finančních prostředků pro Francii – předsedkyně (1944)
- Fondo Nacional de las Artes de Argentina (Argentinský národní umělecký fond) – ředitelka (1950)
- Academia Argentina de Letras (Argentinská akademie písemnictví) – členka (1976)

### Ocenění
- cena Sociedad Argentina de escritores (Argentinská společnost spisovatelů)
- cena Marie Moors Cabotové Columbia University
- cena Alberdi y Sarmiento
- zlatá medaile Francouzské akademie
- čestný doktorát Harvardovy univerzity, Columbia University, University Visva-Bharati [p 1]
- Řád britského impéria – komandér (velitel)
- Řád čestné legie – důstojník